# 寺本幸代
寺本 幸代（てらもと ゆきよ、1976年2月25日 - ）は、日本の女性アニメーション演出家、アニメーション監督である。静岡県富士市出身。

## 経歴・人物
静岡県立富士高等学校、日本大学国際関係学部を経て代々木アニメーション学院東京校を卒業後、2000年にベガエンタテイメントへ入社。OVA『アニメ古典文学館』の第1巻「竹取物語」が自身の初監督作品である。
2005年4月よりリニューアルされたテレビアニメ『ドラえもん』では、第1話「勉強べやの釣り堀」から演出を手がけるなど各話の絵コンテ・演出を担当。2007年公開の『映画ドラえもん のび太の新魔界大冒険 〜7人の魔法使い〜』では、映画ドラえもん初の女性監督に就任した。2011年には『映画ドラえもん 新・のび太と鉄人兵団 〜はばたけ 天使たち〜』、2013年には『映画ドラえもん のび太のひみつ道具博物館』を再び監督として手がけている。『ドラえもん』のテレビシリーズでは2009年の放送以降参加していなかったが、2014年に再び絵コンテ・演出を担当し、以降断続的に登板している。2014年、テレビシリーズの監督として『怪盗ジョーカー』を手がける。2017年、ベガエンタテイメントの公式サイトに2年後（2019年）の公開に向けて新作アニメ映画（タイトル未発表）を制作中であると発表された。2020年、若手アニメーター育成プロジェクト「あにめたまご2020」作品『レベッカ』を監督。2025年、『のび太のひみつ道具博物館』以来12年ぶりかつ自身4作目の『映画ドラえもん』監督作として『映画ドラえもん のび太の絵世界物語』を手掛ける。
『新魔界大冒険』では登場人物であるしずかと美夜子の友情、『新・のび太と鉄人兵団』ではリルルとピッポがのび太としずかたちと触れ合うことによって変わっていく心情の変化などを、新しく追加されたエピソードを積み重ねて丁寧に描いている。
また、小林かいちの手掛けた絵が好きであり、「写実的な絵よりデザイン的な絵が好きなんです。アニメでもそうなのですが、リアルな写真風よりも、アニメらしいぶっ飛んだ動きなどを表現したい」としている。

## 参加作品

### テレビアニメ
- 週刊ストーリーランド （2000年-2001年、製作担当[7]）
- ハムスター倶楽部 （2000年、絵コンテ・演出・OP絵コンテ・演出）
- コスモウォーリアー零 （2001年、絵コンテ・演出）
- バビル2世（新） （2001年、絵コンテ・演出）
- ガンフロンティア （2002年、絵コンテ・演出）
- ふぉうちゅんドッグす （2002年-2003年、絵コンテ・演出・OP絵コンテ・演出）
- SUBMARINE SUPER 99 （2003年、絵コンテ・演出）
- ごくせん （2004年、絵コンテ・演出）
- MONSTER （2004年-2005年、演出）
- ドラえもん（テレビ朝日版第2作） （2005年-、絵コンテ・演出・OP3絵コンテ・演出）
- 魔人探偵脳噛ネウロ （2007年-2008年、絵コンテ・演出）
- HUNTER×HUNTER（第2作） （2011年-、絵コンテ・演出・ED5絵コンテ）
- 怪盗ジョーカー （2014年-2016年、監督・#1、#27絵コンテ/演出・#1ED絵コンテ/演出）
- クレヨンしんちゃん（2017年、絵コンテ）
- 出会って5秒でバトル（2021年、絵コンテ・演出）

### OVA
- アニメ古典文学館「竹取物語」 （2003年、監督・絵コンテ・演出・筆文字）
- アニメ古典文学館「万葉集」 （2004年、監督・絵コンテ・演出・筆文字）
- 僕は妹に恋をする （2004年、監督・絵コンテ・演出）

### 映画
- 映画ドラえもん のび太の新魔界大冒険 〜7人の魔法使い〜 （2007年、監督・絵コンテ）
- 映画ドラえもん のび太の人魚大海戦 （2010年、おまけ映像）
- 映画ドラえもん 新・のび太と鉄人兵団 〜はばたけ 天使たち〜 （2011年、監督・絵コンテ・挿入歌作詞[8]）
- 映画ドラえもん のび太と奇跡の島 〜アニマル アドベンチャー〜 （2012年、おまけ映像）
- 映画ドラえもん のび太のひみつ道具博物館 （2013年、監督・絵コンテ[9]）
- 県庁おもてなし課 アニメーションパート（2013年、監督）
- レベッカ（2020年、監督・絵コンテ）
- 映画ドラえもん のび太の地球交響楽 （2024年、おまけ映像）
- 映画ドラえもん のび太の絵世界物語 （2025年、監督・絵コンテ・ED作画）

### その他
- 美夜子さんの物語 （2007年、絵）
- クルトのクリスマスプレゼント （2013年、絵と文）
- アニメージュ11月号Vol.449 新人監督はじめました 第2回 （2015年、インタビュー）
- ドラえもん&Fキャラオールスターズ「月面レースで大ピンチ!?」（2019年、監督）
- 古紙再生促進センターPR用アニメーション「日本の紙リサイクル」[10]（2020年、監督・絵コンテ[11]）
- ドラえもん&Fキャラオールスターズ「すこし不思議超特急」 （2021年、監督）